# Trattato di Nöteborg
Il trattato di Nöteborg, conosciuto anche con i nomi di trattato di Oreshek e pace di Pähkinäsaari, è il nome convenzionale con cui si indica l'accordo firmato ad Oreshek (l'odierna Šlissel'burg, in Russia, in svedese Nöteborg) il 12 agosto 1323. Esso fu il primo patto con cui il Regno di Svezia e la Repubblica di Novgorod regolavano il confine fra i due stati, seguito tre anni dopo dal trattato di Novgorod fra la Repubblica omonima e la Norvegia.

## Il nome
All'epoca in cui fu firmato il trattato non aveva una denominazione particolare: fu semplicemente definito una pace permanente fra i due Stati. I due nomi con cui l'accordo è oggi conosciuto fanno riferimento al nome con cui era chiamata la fortezza in cui esso fu firmato. Recentemente è comparsa anche la denominazione trattato di Pähkinäsaari, dal nome finlandese dell'isola su cui la fortezza sorge.

## Contenuti
Il testo originario del trattato è andato perduto. Ciò che è rimasto sono copie parziali in svedese, russo e latino, che in alcuni tratti sono in conflitto fra loro.

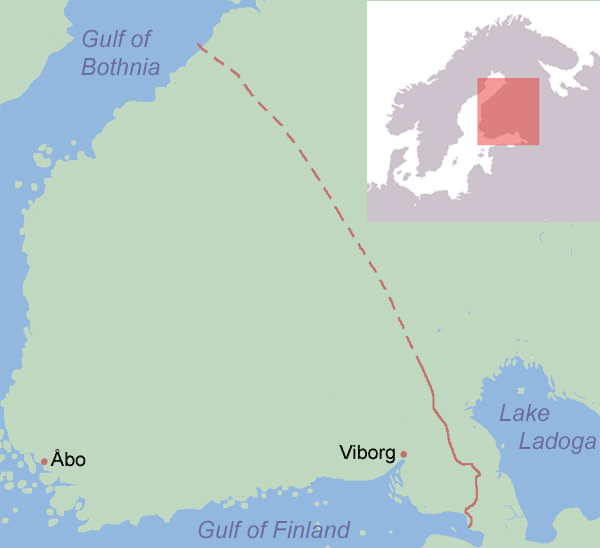
Il confine definito dal trattato di Nöteborg, con le città di Turku (Åbo) e Vyborg (Viborg). La mappa rappresenta l'interpretazione tradizionale del trattato.

Il trattato venne negoziato con l'aiuto dei mercanti della Lega anseatica per porre termine alle guerre fra la Svezia e la Repubblica di Novgorod. Come atto di buona volontà il Principe Jurij di Mosca cedette tre dei suoi comuni della Carelia agli svedesi, che in cambio si impegnarono a non partecipare al conflitto fra Novgorod e Narva. Entrambe le parti promisero poi che si sarebbero astenute dal costruire castelli sul nuovo confine.
Secondo il trattato il nuovo confine fra i due Stati sarebbe iniziato a nord-est del castello di Vyborg, sarebbe corso lungo i letti dei fiumi Sestra e Volchya tagliando in due l'istmo di Carelia, avrebbe poi percorso la Savonia e sarebbe terminato, secondo le interpretazioni tradizionali, nel Golfo di Botnia nei pressi di Pyhäjoki. Solo la parte meridionale del confine, quella più vicina a Vyborg, era considerata importante e quindi era ben definita nel trattato, mentre il confine settentrionale, che correva in zone quasi completamente disabitate, era considerato di importanza secondaria. Si pensa inoltre che il trattato originale desse uguali diritti alla Svezia ed alla Repubblica di Novgorod sulle province storiche di Ostrobotnia e Lapponia.

## Avvenimenti successivi
Le popolazioni finniche che vivevano su entrambi i lati del nuovo confine, come i careliani e i tavastiani, non ebbero voce in merito alla definizione del trattato. La Svezia e la Repubblica di Novgorod decisero di fatto l'estensione delle rispettive aree di influenza nella regione, con la Carelia sotto il dominio russo e le altre zone sotto il dominio svedese. Il concetto di pace permanente su cui era stato costruito il trattato non ebbe tuttavia molto successo nel conflitto a lungo termine che opponeva i due Stati: la parte settentrionale del confine attraversava grandi regioni selvagge in cui la Lega anseatica non aveva alcun interesse, ma queste zone divennero ben presto motivo di conflitto fra la Svezia e Novgorod. Ansiosi di riappropriarsi delle coste settentrionali del Golfo di Botnia, gli svedesi potrebbero aver contraffatto i termini del trattato pochi anni dopo la sua emanazione: essi sostennero infatti che il confine settentrionale si spingeva fino al Mar Glaciale Artico. Entro 5 anni dalla firma del trattato, coloni svedesi cominciarono a fare incursioni nell'Ostrobotnia settentrionale. Gli svedesi costruirono inoltre castelli a Oulu nel 1375 e ad Olavinlinna, nel 1475, località che si trovavano chiaramente dal lato russo del confine.
La Repubblica di Novgorod dal canto suo si rifiutò di riconoscere l'apparente falsificazione fino al 1595, quando col trattato di Teusina venne riconosciuto che quello svedese era il testo corretto. Ben prima comunque gli svedesi si erano permanentemente appropriati di ampie regioni che si trovavano ad est del confine, dalla parte che doveva essere della Repubblica di Novgorod, comprese l'Ostrobotnia e la Savonia.